# Campeonato Peruano de Fútbol de 1931
El Campeonato Peruano de Fútbol de 1931, denominado como «XVI Campeonato de la Liga Provincial de Football de Lima 1931», fue la edición número 16 de la Primera División Peruana y la 6.ª edición realizada por la FPF. Se desarrolló entre el 26 de abril y 5 de julio de 1931, con la participación de doce equipos. 
El campeón nacional de manera invicta fue Alianza Lima que obtuvo su quinto título de Primera División. La competencia se redujo a 8 equipos para 1932. La Federación Universitaria y el Ciclista Lima fueron deducidos 1 punto por walkover.

## Formato
El torneo se jugó a una sola rueda y se otorgaba tres puntos por partido ganado, dos puntos por partido empatado y un punto por partido perdido.
G: 3, E: 2, P: 1, walkover: 0.
- Desde 1931 hasta 1934 los resultados de una liga de equipos de reserva se han añadido como puntos de bonificación.

## Ascensos y descensos
| Posición | Ascendido de División Intermedia 1930 |
| -------- | ------------------------------------- |
| 1º       | Alianza Frigorífico                   |

| Posición | Descendido de Primera División 1930 |
| -------- | ----------------------------------- |
| 12º      | Sport Progreso                      |

## Equipos participantes
| Club                          | Ciudad | Entrenador        |
| ----------------------------- | ------ | ----------------- |
| Alianza Frigorífico           | Callao |                   |
| Alianza Lima                  | Lima   | Guillermo Rivero  |
| Atlético Chalaco              | Callao | Romeo Parravicini |
| Ciclista Lima                 | Lima   | Eduardo Astengo   |
| Circolo Sportivo Italiano     | Lima   |                   |
| Federación Universitaria      | Lima   | Julio Borelli     |
| Hidroaviación                 | Ancón  |                   |
| Lawn Tennis                   | Lima   |                   |
| Sporting Tabaco               | Lima   |                   |
| Sportivo Unión                | Lima   |                   |
| Sportivo Tarapacá Ferrocarril | Lima   |                   |
| Unión Buenos Aires            | Callao |                   |

El torneo se jugó en tres estadios:
| Estadio                           | Ciudad |
| --------------------------------- | ------ |
| Estadio Nacional                  | Lima   |
| Estadio Circolo Sportivo Italiano | Lima   |
| Estadio Modelo de Bellavista      | Callao |

## Desarrollo
Según las bases del torneo, el Campeonato de Primera División se dividía en dos: Torneo de Primeros Equipos y Torneo de Reservas. A la tabla de posiciones del torneo de primeros equipos se le agregaban 0.25 puntos de bonificación por cada punto en el torneo de reservas, resultando una tabla de posiciones absoluta que definía al campeón de primera división de la temporada. El sistema de puntos se detallaba de la siguiente manera: cada partido ganado otorgaba 3 puntos, partido empatado otorgaba 2 puntos, partido perdido otorgaba 1 punto y de no presentarse al encuentro (walk over) 0 puntos. Al final de la competencia se declaraban tres campeones: campeón de reservas, campeón de primeros equipos y campeón de clubs o absoluto.
En la última fecha el Alianza Lima venció por 4 a 0 al Sporting Tabaco, con goles de José María Lavalle (19′,75′), Alejandro Villanueva (61′), Jorge Koochoi Sarmiento (86′), consagrándose campeón invicto del Torneo de Primeros Equipos. La Federación Universitaria fue el campeón en el Torneo de Reservas. Finalmente, Alianza Lima fue declarado campeón de primera división de 1931 según la tabla de posiciones final. Los clubes Hidroaviación, Circolo Sportivo Italiano, Lawn Tennis y Ciclista Lima jugaron la liguilla de promoción. La Primera División se redujo a 8 equipos para 1932.

## Tabla de posiciones

### Primeros Equipos
| Pos. | Club                          | PJ | PG | PE | PP | GF | GC | DG  | Pts. |
| ---- | ----------------------------- | -- | -- | -- | -- | -- | -- | --- | ---- |
| 1    | Alianza Lima                  | 11 | 11 | 0  | 0  | 53 | 4  | +49 | 33   |
| 2    | Sporting Tabaco               | 11 | 8  | 1  | 2  | 35 | 19 | +16 | 28   |
| 3    | Atlético Chalaco              | 11 | 6  | 2  | 3  | 27 | 25 | +2  | 25   |
| 4    | Alianza Frigorífico           | 11 | 7  | 0  | 4  | 15 | 18 | −3  | 25   |
| 5    | Federación Universitaria      | 11 | 5  | 1  | 5  | 23 | 15 | +8  | 21   |
| 6    | Sportivo Tarapacá Ferrocarril | 11 | 4  | 2  | 5  | 20 | 25 | –5  | 21   |
| 7    | Hidroaviación                 | 11 | 4  | 1  | 6  | 21 | 22 | –1  | 20   |
| 8    | Sportivo Unión                | 11 | 4  | 1  | 6  | 18 | 20 | –2  | 20   |
| 9    | Unión Buenos Aires            | 11 | 4  | 1  | 6  | 19 | 25 | –6  | 20   |
| 10   | Circolo Sportivo Italiano     | 11 | 4  | 0  | 7  | 12 | 29 | –17 | 19   |
| 11   | Lawn Tennis de la Exposición  | 11 | 2  | 0  | 9  | 9  | 24 | –15 | 15   |
| 12   | Ciclista Lima                 | 11 | 2  | 1  | 8  | 14 | 40 | –26 | 15   |

- La Federación Universitaria y el Ciclista Lima fueron deducidos 1 punto por walkover.

### Equipos de Reserva
| Pos. | Club                         | PJ | PG | PE | PP | PTS |
| ---- | ---------------------------- | -- | -- | -- | -- | --- |
| 1    | Federación Universitaria     | 11 | 8  | 3  | 0  | 30  |
| 2    | Alianza Frigorífico          | 11 | 7  | 2  | 2  | 27  |
| 3    | Sporting Tabaco              | 11 | 6  | 2  | 3  | 24  |
| 4    | Alianza Lima                 | 11 | 6  | 2  | 3  | 23  |
| 5    | Lawn Tennis de la Exposición | 11 | 5  | 2  | 4  | 22  |
| 6    | Sportivo Tarapacá            | 11 | 4  | 3  | 4  | 22  |
| 7    | Unión Buenos Aires           | 11 | 5  | 0  | 6  | 20  |
| 8    | Circolo Sportivo Italiano    | 11 | 4  | 2  | 5  | 20  |
| 9    | Sportivo Unión               | 11 | 4  | 1  | 6  | 19  |
| 10   | Hidroaviación                | 11 | 2  | 1  | 8  | 16  |
| 11   | Ciclista Lima                | 11 | 2  | 1  | 8  | 15  |
| 12   | Atlético Chalaco             | 11 | 0  | 1  | 10 | 12  |

- Alianza Lima fueron deducidos 2 puntos por walkover.
- Sportivo Unión, Circolo Sportivo Italiano, Lawn Tennis de la Exposición, Sporting Tabaco, Unión Buenos Aires y el Ciclista Lima fueron deducidos 1 punto por walkover.

### Tabla Absoluta
| Pos. | Club                          | PJ | PG | PE | PP | GF | GC | DG  | Resv | Pts.  |
| ---- | ----------------------------- | -- | -- | -- | -- | -- | -- | --- | ---- | ----- |
| 1    | Alianza Lima                  | 11 | 11 | 0  | 0  | 53 | 4  | +49 | 5.75 | 38.75 |
| 2    | Sporting Tabaco               | 11 | 8  | 1  | 2  | 35 | 19 | +16 | 6    | 34    |
| 3    | Alianza Frigorífico           | 11 | 7  | 0  | 4  | 15 | 18 | −3  | 6.75 | 31.75 |
| 4    | Federación Universitaria      | 11 | 5  | 1  | 5  | 23 | 15 | +8  | 7.50 | 28.5  |
| 5    | Atlético Chalaco              | 11 | 6  | 2  | 3  | 27 | 25 | +2  | 3    | 28    |
| 6    | Sportivo Tarapacá Ferrocarril | 11 | 4  | 2  | 5  | 20 | 25 | –5  | 5.50 | 26.5  |
| 7    | Unión Buenos Aires            | 11 | 4  | 1  | 6  | 19 | 25 | –6  | 5    | 25    |
| 8    | Sportivo Unión                | 11 | 4  | 1  | 6  | 18 | 20 | –2  | 4.75 | 24.75 |
| 9    | Hidroaviación                 | 11 | 4  | 1  | 6  | 21 | 22 | –1  | 4    | 24    |
| 10   | Circolo Sportivo Italiano     | 11 | 4  | 0  | 7  | 12 | 29 | –17 | 5    | 24    |
| 11   | Lawn Tennis de la Exposición  | 11 | 2  | 0  | 9  | 9  | 24 | –15 | 5.50 | 20.5  |
| 12   | Ciclista Lima                 | 11 | 2  | 1  | 8  | 14 | 40 | –26 | 3.75 | 18.75 |

|  | Campeón               |
|  | Liguilla de Promoción |
|                          |
| Campeón Invicto Nacional |
| Alianza Lima 5.° título  |
|                          |

## Resultados
| Local \ Visitante             | ALI | FRI | CHA | CIC  | CSI  | UNI  | HID | TEN | TAB | SUN | TAR | UBA |
| ----------------------------- | --- | --- | --- | ---- | ---- | ---- | --- | --- | --- | --- | --- | --- |
| Alianza Lima                  |     | 6–1 | 5–1 | 10–1 | 10–0 | W.O. | 2–0 | —   | —   | —   | 5–0 | —   |
| Alianza Frigorífico           | —   |     | 3–2 | W.O. | —    | 0–1  | 2–1 | 1–0 | —   | 1–0 | —   | 3–1 |
| Atlético Chalaco              | —   | —   |     | —    | —    | 2–1  | —   | —   | 3–2 | 4–3 | 2–2 | 3–2 |
| Ciclista Lima                 | —   | —   | 3–4 |      | —    | —    | —   | 3–2 | —   | 1–3 | —   | 4–2 |
| Circolo Sportivo Italiano     | —   | 2–1 | 0–4 | 2–0  |      | 3–2  | —   | —   | —   | 2–0 | —   | 0–2 |
| Federación Universitaria      | —   | —   | —   | 7–0  | —    |      | 3–5 | —   | —   | 1–1 | —   | —   |
| Hidroaviación                 | —   | —   | 0–0 | 2–0  | 3–0  | —    |     | 2–0 | —   | —   | —   | —   |
| Lawn Tennis de la Exposición  | 0–5 | —   | 3–1 | —    | 1–0  | 0–1  | —   |     | 0–1 | —   | —   | —   |
| Sporting Tabaco               | 0–4 | 5–1 | —   | 6–0  | 3–2  | 3–1  | 5–2 | —   |     | 2–1 | 6–3 | —   |
| Sportivo Unión                | 0–3 | —   | —   | —    | —    | —    | 3–2 | 3–1 | —   |     | 2–3 | 2–1 |
| Sportivo Tarapacá Ferrocarril | —   | 0–2 | —   | 2–2  | 3–1  | 1–2  | 2–1 | 4–1 | —   | —   |     | —   |
| Unión Buenos Aires            | 1–3 | —   | —   | —    | —    | 0–4  | 4–2 | 3–1 | 2–2 | —   | 1–0 |     |

#### Fecha 1
| Equipo 1                  | Resultado | Equipo 2                     |
| ------------------------- | --------- | ---------------------------- |
| Federación Universitaria  | 1–1       | Sportivo Unión               |
| Alianza Lima              | 6–1       | Alianza Frigorífico          |
| Hidroaviación             | 2–0       | Lawn Tennis de la Exposición |
| Circolo Sportivo Italiano | 2–0       | Ciclista Lima                |
| Unión Buenos Aires        | 2–2       | Sporting Tabaco              |
| Atlético Chalaco          | 2–2       | Sportivo Tarapacá            |

#### Fecha 2
| Equipo 1                 | Resultado | Equipo 2                     |
| ------------------------ | --------- | ---------------------------- |
| Federación Universitaria | 2–1       | Sportivo Tarapacá            |
| Alianza Lima             | 5–0       | Lawn Tennis de la Exposición |
| Sportivo Unión           | 3–2       | Hidroaviación                |
| Ciclista Lima            | 4–2       | Unión Buenos Aires           |
| Sporting Tabaco          | 3–2       | Circolo Sportivo Italiano    |
| Alianza Frigorífico      | 3–2       | Atlético Chalaco             |

#### Fecha 3
| Equipo 1                 | Resultado | Equipo 2                     |
| ------------------------ | --------- | ---------------------------- |
| Federación Universitaria | 7–0       | Ciclista Lima                |
| Alianza Lima             | 5–0       | Sportivo Tarapacá            |
| Sportivo Unión           | 3–1       | Lawn Tennis de la Exposición |
| Hidroaviación            | 3–0       | Circolo Sportivo Italiano    |
| Sporting Tabaco          | 5–1       | Alianza Frigorífico          |
| Atlético Chalaco         | 3–2       | Unión Buenos Aires           |

#### Fecha 4
| Equipo 1                  | Resultado | Equipo 2                     |
| ------------------------- | --------- | ---------------------------- |
| Federación Universitaria  | 4–0       | Unión Buenos Aires           |
| Alianza Lima              | 2–0       | Hidroaviación                |
| Sportivo Tarapacá         | 4–1       | Lawn Tennis de la Exposición |
| Sportivo Unión            | 3–1       | Ciclista Lima                |
| Circolo Sportivo Italiano | 2–1       | Alianza Frigorífico          |
| Atlético Chalaco          | 3–2       | Sporting Tabaco              |

#### Fecha 5
| Equipo 1                     | Resultado | Equipo 2                  |
| ---------------------------- | --------- | ------------------------- |
| Sporting Tabaco              | 3–1       | Federación Universitaria  |
| Alianza Lima                 | 10–0      | Circolo Sportivo Italiano |
| Lawn Tennis de la Exposición | 3–1       | Atlético Chalaco          |
| Hidroaviación                | 2–0       | Ciclista Lima             |
| Sportivo Tarapacá            | 3–2       | Sportivo Unión            |
| Alianza Frigorífico          | 3–1       | Unión Buenos Aires        |

#### Fecha 6
| Equipo 1                 | Resultado | Equipo 2                     |
| ------------------------ | --------- | ---------------------------- |
| Alianza Lima             | 10–1      | Ciclista Lima                |
| Federación Universitaria | 1–0       | Alianza Frigorífico          |
| Atlético Chalaco         | 4–3       | Sportivo Unión               |
| Sportivo Tarapacá        | 3–1       | Circolo Sportivo Italiano    |
| Unión Buenos Aires       | 4–2       | Hidroaviación                |
| Sporting Tabaco          | 1–0       | Lawn Tennis de la Exposición |

#### Fecha 7
| Equipo 1                 | Resultado | Equipo 2                     |
| ------------------------ | --------- | ---------------------------- |
| Federación Universitaria | 1–0       | Lawn Tennis de la Exposición |
| Alianza Lima             | 3–0       | Sportivo Unión               |
| Unión Buenos Aires       | 2–0       | Circolo Sportivo Italiano    |
| Sporting Tabaco          | 6–3       | Sportivo Tarapacá            |
| Atlético Chalaco         | 4–3       | Ciclista Lima                |
| Alianza Frigorífico      | 2–1       | Hidroaviación                |

#### Fecha 8
| Equipo 1            | Resultado | Equipo 2                     |
| ------------------- | --------- | ---------------------------- |
| Hidroaviación       | 5–3       | Federación Universitaria     |
| Alianza Lima        | 3–1       | Unión Buenos Aires           |
| Atlético Chalaco    | 4–0       | Circolo Sportivo Italiano    |
| Sporting Tabaco     | 2–1       | Sportivo Unión               |
| Sportivo Tarapacá   | 2–2       | Ciclista Lima                |
| Alianza Frigorífico | 1–0       | Lawn Tennis de la Exposición |

#### Fecha 9
| Equipo 1                  | Resultado | Equipo 2                     |
| ------------------------- | --------- | ---------------------------- |
| Alianza Lima              | W.O.      | Federación Universitaria     |
| Atlético Chalaco          | 0–0       | Hidroaviación                |
| Sporting Tabaco           | 6–0       | Ciclista Lima                |
| Circolo Sportivo Italiano | 2–0       | Sportivo Unión               |
| Unión Buenos Aires        | 3–1       | Lawn Tennis de la Exposición |
| Alianza Frigorífico       | 2–0       | Sportivo Tarapacá            |

#### Fecha 10
| Equipo 1                  | Resultado | Equipo 2                     |
| ------------------------- | --------- | ---------------------------- |
| Circolo Sportivo Italiano | 3–2       | Federación Universitaria     |
| Alianza Lima              | 5–1       | Atlético Chalaco             |
| Sporting Tabaco           | 5–2       | Hidroaviación                |
| Ciclista Lima             | 3–2       | Lawn Tennis de la Exposición |
| Alianza Frigorífico       | 1–0       | Sportivo Unión               |
| Unión Buenos Aires        | 1–0       | Sportivo Tarapacá            |

#### Fecha 11
| Equipo 1                     | Resultado | Equipo 2                  |
| ---------------------------- | --------- | ------------------------- |
| Alianza Lima                 | 4–0       | Sporting Tabaco           |
| Atlético Chalaco             | 2–1       | Federación Universitaria  |
| Sportivo Unión               | 2–1       | Unión Buenos Aires        |
| Lawn Tennis de la Exposición | 1–0       | Circolo Sportivo Italiano |
| Sportivo Tarapacá            | 2–1       | Hidroaviación             |
| Alianza Frigorífico          | W.O.      | Ciclista Lima             |

## Liguilla de promoción
Se jugó con los cuatro peores de la Primera División y los cuatro mejores de la División Intermedia 1931 y se jugó desde el 15 de agosto al 28 de septiembre de 1931.

### Primeros Equipos
| Pos. | Club                         | PJ | PG | PE | PP | GF | GC | DG | PTS |
| ---- | ---------------------------- | -- | -- | -- | -- | -- | -- | -- | --- |
| 1    | Sport Progreso               | 7  | 5  | 2  | 0  | 17 | 8  | +9 | 19  |
| 2    | Hidroaviación                | 7  | 4  | 1  | 2  | 17 | 12 | +5 | 16  |
| 3    | Lawn Tennis de la Exposición | 7  | 4  | 1  | 2  | 16 | 15 | +1 | 16  |
| 4    | Circolo Sportivo Italiano    | 7  | 3  | 2  | 3  | 13 | 11 | +4 | 15  |
| 5    | Ciclista Lima                | 7  | 3  | 2  | 2  | 9  | 11 | –2 | 15  |
| 6    | Juventud Perú                | 7  | 3  | 0  | 4  | 9  | 13 | –4 | 13  |
| 7    | Sucre                        | 7  | 2  | 0  | 5  | 6  | 12 | –6 | 11  |
| 8    | Miguel Grau                  | 7  | 0  | 0  | 7  | 5  | 11 | –6 | 6   |

- Miguel Grau fue deducido 1 punto por walkover.

### Equipos de Reserva
| Pos. | Club                         | PJ | PG | PE | PP | PTS |
| ---- | ---------------------------- | -- | -- | -- | -- | --- |
| 1    | Lawn Tennis de la Exposición | 7  | 5  | 2  | 0  | 19  |
| 2    | Circolo Sportivo Italiano    | 7  | 3  | 3  | 1  | 16  |
| 3    | Hidroaviación                | 7  | 3  | 3  | 1  | 16  |
| 4    | Ciclista Lima                | 7  | 3  | 2  | 2  | 15  |
| 5    | Juventud Perú                | 7  | 3  | 1  | 3  | 14  |
| 6    | Sucre                        | 7  | 2  | 2  | 3  | 13  |
| 7    | Miguel Grau                  | 7  | 1  | 2  | 5  | 10  |
| 8    | Sport Progreso               | 7  | 1  | 1  | 5  | 10  |

- Miguel Grau fue deducido 1 punto por walkover.

### Tabla Absoluta
| Pos | Club                      | Pld | W | D | L | GF | GA | GD | Pts | Resv. | Total |
| --- | ------------------------- | --- | - | - | - | -- | -- | -- | --- | ----- | ----- |
| 1   | Sport Progreso            | 7   | 5 | 2 | 0 | 17 | 8  | +9 | 19  | 2.5   | 21.5  |
| 2   | Lawn Tennis               | 7   | 4 | 1 | 2 | 16 | 15 | +1 | 16  | 4.75  | 20.75 |
| 3   | Hidroaviación             | 7   | 3 | 2 | 2 | 17 | 12 | +5 | 16  | 4     | 20    |
| 4   | Circolo Sportivo Italiano | 7   | 3 | 2 | 2 | 13 | 11 | +2 | 15  | 4     | 19    |
| 5   | Ciclista Lima             | 7   | 3 | 2 | 2 | 9  | 11 | –2 | 15  | 3.75  | 18.75 |
| 6   | Juventud Perú             | 7   | 3 | 0 | 4 | 9  | 13 | –4 | 13  | 3.5   | 16.5  |
| 7   | Sucre                     | 7   | 2 | 0 | 5 | 6  | 12 | –6 | 11  | 3.25  | 14.25 |
| 8   | Miguel Grau               | 7   | 0 | 0 | 7 | 5  | 11 | –6 | 6   | 2.5   | 8.5   |

|  | Se mantiene en la Primera División 1932 |
|  | Desciende a la División Intermedia 1932 |
Nota: Ciclista Lima mantuvo la categoría luego de que Lawn Tennis decidiera desafiliarse.

#### Resultados

##### Fecha 1
| Equipo 1                  | Resultado | Equipo 2       |
| ------------------------- | --------- | -------------- |
| Juventud Perú             | 1–0       | Miguel Grau    |
| Hidroaviación             | 1–0       | Sucre          |
| Circolo Sportivo Italiano | 1–1       | Ciclista Lima  |
| Lawn Tennis               | 1–1       | Sport Progreso |

##### Fecha 2
| Equipo 1                  | Resultado | Equipo 2       |
| ------------------------- | --------- | -------------- |
| Lawn Tennis               | 1–0       | Ciclista Lima  |
| Hidroaviación             | 5–2       | Juventud Perú  |
| Sucre                     | 2–3       | Sport Progreso |
| Circolo Sportivo Italiano | 1–0       | Miguel Grau    |

##### Fecha 3
| Equipo 1                  | Resultado | Equipo 2      |
| ------------------------- | --------- | ------------- |
| Ciclista Lima             | 2–1       | Miguel Grau   |
| Lawn Tennis               | 3–0       | Sucre         |
| Circolo Sportivo Italiano | 3–0       | Juventud Perú |
| Sport Progreso            | 3–0       | Hidroaviación |

##### Fecha 4
| Equipo 1                  | Resultado | Equipo 2      |
| ------------------------- | --------- | ------------- |
| Circolo Sportivo Italiano | 0–2       | Sucre         |
| Sport Progreso            | 2–1       | Miguel Grau   |
| Ciclista Lima             | 1–0       | Juventud Perú |
| Lawn Tennis               | 4–3       | Hidroaviación |

##### Fecha 5
| Equipo 1                  | Resultado | Equipo 2       |
| ------------------------- | --------- | -------------- |
| Circolo Sportivo Italiano | 2–2       | Hidroaviación  |
| Ciclista Lima             | 2–2       | Sport Progreso |
| Juventud Perú             | 3–1       | Sucre          |
| Lawn Tennis               | 4–3       | Miguel Grau    |

##### Fecha 6
| Equipo 1                  | Resultado | Equipo 2      |
| ------------------------- | --------- | ------------- |
| Circolo Sportivo Italiano | 6–3       | Lawn Tennis   |
| Ciclista Lima             | 2–1       | Sucre         |
| Sport Progreso            | 3–1       | Juventud Perú |
| Hidroaviación             | 1–0       | Miguel Grau   |

##### Fecha 7
| Equipo 1       | Resultado | Equipo 2                  |
| -------------- | --------- | ------------------------- |
| Juventud Perú  | 2–0       | Lawn Tennis               |
| Sport Progreso | 3–1       | Circolo Sportivo Italiano |
| Hidroaviación  | 5–1       | Ciclista Lima             |
| Sucre          | W.O.      | Miguel Grau               |

## Máximos goleadores
| Jugador              | Equipo                        | Partidos | Goles |
| -------------------- | ----------------------------- | -------- | ----- |
| Alejandro Villanueva | Alianza Lima                  | 9        | 16    |
| Manuel Puente        | Atlético Chalaco              | 11       | 15    |
| Fermín Machado       | Unión Buenos Aires            | 10       | 11    |
| Víctor Pasache       | Sporting Tabaco               | 11       | 10    |
| Daniel Breiding      | Hidroaviación                 | 11       | 8     |
| Alberto Montellanos  | Alianza Lima                  | 8        | 8     |
| Bravo                | Sportivo Tarapacá Ferrocarril | 11       | 8     |

## Récords
- El equipo de Alianza Lima ganó 33 puntos de 33 disputados, (100% de puntos posibles) marcando el récord de efectividad en la Liga Peruana de Fútbol.
- Alianza Lima anotó 53 goles en 11 partidos, un promedio de 4.82 goles por partido (récord nacional).
- Alianza Lima recibió solo 4 goles en 11 partidos, un promedio de 0.36 goles por partido, siendo el 2.º mejor promedio de la Liga Peruana de Fútbol.